# Katsuhiko Tokunaga

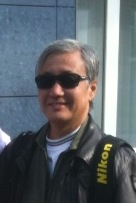
Katsuhiko Tokunaga

Katsuhiko „Katsu“ Tokunaga (jap. 徳永 克彦, Tokunaga Katsuhiko; * 13. Januar 1957) ist ein Japanischer Militärluftfahrt-Fotograf, der auf Luft-Luft-Fotografien spezialisiert ist. Er arbeitet für eine große Anzahl von Flugzeugherstellern, unter anderem für Dassault, Embraer, Airbus Military, Korean Aerospace, Lockheed Martin, Mikojan-Gurewitsch, Pilatus Aircraft, Saab und Suchoi.

## Leben
Tokunaga startete seine Karriere im Rücksitz einer United States Air Force T-33A Shooting Star 1978. Zurzeit ist er in 50 bis 60 Militärjets in etwa 50 Staaten geflogen und hat etwa 1400 Stunden in diesen Flugzeugen verbracht. Er flog als Fotograf bei den Royal Air Force Red Arrows, den japanischen Blue Impulse, kanadischen Snowbirds, dem privaten Breitling Jet Team, den kroatischen Krila Oluje, den chilenischen Halcones, der französischen Patrouille de France, italienischen Frecce Tricolori, portugiesischen Asas de Portugal, slowakischen Biele Albatrosys, der spanischen Patrulla Águila, dem schwedischen Team 60, den Schweizer Patrouille Suisse & PC-7 Team, den United States Air Force Thunderbirds, den United States Navy Blue Angels, den polnischen Biało-Czerwone Iskry und jugoslawischen Leteće zvezde.